# بيت الكوماني (ذمار)
بيت الكوماني هي إحدى قرى الجمهورية اليمنية. تتبع جغرافيا لمحافظة ذمار وإداريًا لمديرية عنس. يبلغ تعداد سكانها 1324 نسمة حسب الإحصاء الذي أجري عام 2004.